# オットマン・スモリック
オットマン・スモリック（Ottman Smolik、生没年不明）は、オーストリアの石版技師。

## 来歴
ボヘミアに生まれる。流浪している最中、アメリカ合衆国滞在時の1875年に、梅村翠山の招きにより、アメリカ人G・C・ポラードとともに来日し、翠山の率いる銅石版画会社において石版画の制作にあたった。1884年から1887年頃には日本を去っている。スモリックは彫刻石版、砂目版も得意にしており、金子政次郎、小柴英、歌川国次郎、打田霞山、梅村国太郎ら日本人石版画画工の育成に尽力した。

## 作品
- 「中村芝翫」　黒船館所蔵　1875年頃

## 参考図書
- 吉田漱「浮世絵の基礎知識」　雄山閣、1987年
- 「日本の美術368　清親と明治の浮世絵」　山梨絵美子、至文堂、1997年